# La Véritable Histoire d'Edward et Bella chapitre 4 - 1/2 : Indigestion
Pour plus de détails, voir Fiche technique et Distribution.
La Véritable Histoire d'Edward et Bella chapitre 4 - 1/2 : Indigestion (Breaking Wind) est un film américain écrit et réalisé par Craig Moss, sorti directement en vidéo en 2012 aux États-Unis. 
Basé sur la saga de film Twilight, ce film de parodie met en vedette Heather Ann Davis, Eric Callero, Frank Pacheco et Danny Trejo. Distribué par Lionsgate Home Entertainment, qui est devenu ironiquement une société sœur en studio Crépuscule Summit Entertainment en 2012.

## Fiche technique
- Titre original : Breaking Wind
- Titre français : La Véritable Histoire d'Edward et Bella chapitre 4 - 1/2 : Indigestion
- Réalisation et scénario : Craig Moss
- Photographie : Rudy Harbon
- Montage : Austin Scott
- Musique : Todd Haberman
- Production : Craig Moss, Bernie Gewissler
- Sociétés de production : Primary Pictures (II) et Thunder Smoke Media
- Sociétés de distribution : Grindstone Entertainment Group et Lionsgate (États-Unis)
- Pays de production :  États-Unis
- Langue originale : anglais
- Format : couleur - 2,35 : 1 - son Dolby Digital
- Durée : 82 minutes
- Date de sortie :
  - Italie : 13 janvier 2012 (première mondiale)
  - États-Unis : 27 mars 2012 (directement en DVD)

## Distribution
- Heather Ann Davis : Bella
- Eric Callero : Edward
- Frank Pacheco : Jacob
- Flip Schultz : Charlie
- Michael Hamilton : Ronald
- Danny Trejo : Billy Black
- Kelsey Collins : Victoria
- John Stevenson : Carlisle
- Peter Gilroy : Jasper
- Alice Rietveld : Alice
- RJ Hart : Esmée
- Taylor M. Graham : Emmet
- Charles Anteby : Harry
- Emma Bell : Rosalie (non créditée)